# ایرپوتونکو
ایرپوتونکو (به اسپانیایی: Volcán Irruputuncu) یک کوه و آتشفشان در شیلی است که در استان نور لیپز واقع شده‌است. ایرپوتونکو ۵٬۱۶۳ متر بالاتر از سطح دریا واقع شده‌است.